# 桂駐屯地
桂駐屯地（かつらちゅうとんち、JGSDF Camp Katura）は京都府京都市西京区川島六の坪に所在し、中部方面後方支援隊等が駐屯する陸上自衛隊の駐屯地である。

## 概要
駐屯地司令は、中部方面後方支援隊長が兼務。

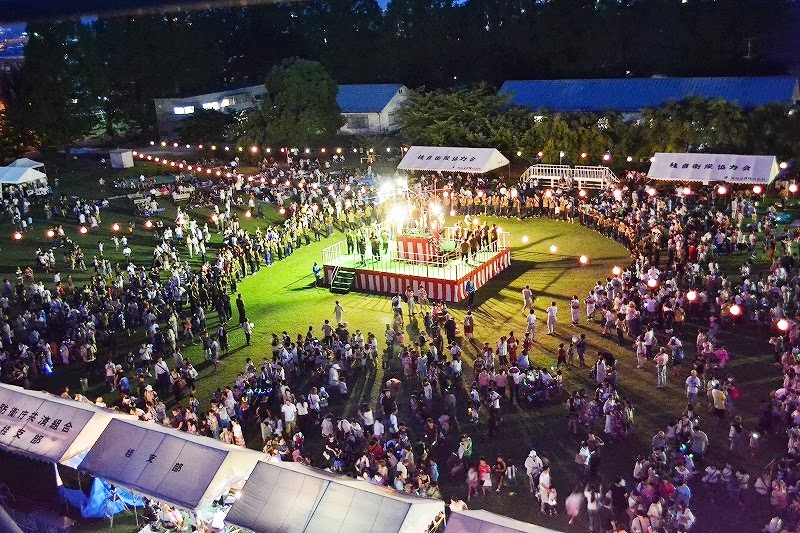
桂駐屯地納涼夏祭り

駐屯部隊のひとつに第103不発弾処理隊があり、不発弾処理などを通じた民生協力を行っている。

## 沿革
陸上自衛隊桂分屯地
- 1954年（昭和29年）11月10日：宇治駐屯地に隷属する分屯地として戦前の三菱重工業京都発動機製作所の跡地に開設され、陸上自衛隊関西地区補給処武器・施設補給部が設置[1]。
- 1960年（昭和35年）1月14日：関西地区補給処武器・施設補給部が陸上自衛隊関西地区補給処桂支処に改編[1]。
- 1964年（昭和39年）3月24日：中部方面武器隊が新編。
- 1968年（昭和43年）3月：基地通信桂派遣通信所が新編。
- 1973年（昭和48年）3月27日：第115地区警務隊桂連絡班が新編。

陸上自衛隊桂駐屯地
- 1974年（昭和49年）4月11日：分屯地から駐屯地に昇格[2]。
- 1994年（平成06年）3月28日：第103不発弾処理隊が新編。
- 1998年（平成10年）3月26日：中央補給処の改編に伴い、「関西地区補給処桂支処」から「関西補給処桂支処」に改称。
- 2004年（平成16年）3月27日：中部方面武器隊を廃止し、中部方面後方支援隊に改編。
- 2006年（平成18年）3月24日：中部方面輸送隊が豊中分屯地から移駐[1]。
- 2008年（平成20年）3月26日：第131地区警務隊桂連絡班に改編。
- 2017年（平成29年）3月27日：第101補給大隊を中部方面後方支援隊隷下部隊として新編。
- 2018年（平成30年）
  - 3月26日：中部方面輸送隊第104輸送業務隊を廃止。
  - 3月27日：陸上自衛隊中央輸送隊第4方面分遣隊が新編[1]。

## 駐屯部隊

### 中部方面隊隷下部隊
- 中部方面後方支援隊
  - 中部方面後方支援隊本部および付隊
  - 第107全般支援大隊
  - 第101補給大隊
  - 第103不発弾処理隊
  - 中部方面輸送隊
- 関西補給処
  - 桂支処
- 中部方面システム通信群
  - 第104基地システム通信大隊
    - 第318基地通信中隊
      - 桂派遣隊

### 防衛大臣直轄部隊
- 陸上自衛隊中央輸送隊
  - 第4方面分遣隊
- 中部方面警務隊
  - 第131地区警務隊
    - 桂連絡班

## 最寄の交通
- 高速道路：名神高速道路京都南IC
- 一般道：国道9号、国道171号、宇治木屋線、中山稲荷線
- 鉄道：阪急電鉄京都本線洛西口駅、JR西日本JR京都線桂川駅
- 港湾：大阪港
- 飛行場：大阪国際空港
- バス ：京都市交通局特南1系統自衛隊前停留所

## 特徴
駐屯地の門、外壁は桂離宮を模して白壁で作られ、守衛所などは白壁の古い家屋を模して建てられている。
旧三菱重工業京都発動機製作所時代のノコギリ屋根の工場が今も利用されている。